# Virginia Bradford
Virginia Bradford est une actrice américaine née le 7 novembre 1899 à Memphis (Tennessee), et morte le 30 octobre 1995 à Hollywood.

## Filmographie partielle
- 1923 : Les Dix Commandements (The Ten Commandments) de Cecil B. DeMille
- 1926 : Atta Boy (en) de Edward H. Griffith
- 1927 : Le Médecin de campagne (The Country Doctor) de Rupert Julian
- 1927 : Chicago de Frank Urson
- 1927 : Stage Madness (en) de Victor Schertzinger
- 1927 : The Wreck of the Hesperus (en) de Elmer Clifton
- 1928 : Le Masque de cuir (Two Lovers) de Fred Niblo
- 1928 : Craig's Wife (en) de William C. de Mille
- 1928 : Marked Money (en) de Spencer Gordon Bennet